# هارون (مالت)
هارون 
(به مالتی: Ħamrun) شهری در ناحیهٔ هاربور شمالی واقع در کشور مالت است که در سال ۱۹۹۵ میلادی ۱۱٫۱۹۵ نفر جمعیت داشته اما جمعیت آن در سال ۲۰۰۵ میلادی ۹٫۵۱۳ نفر بوده‌است.